# Vlag van Limón

Vlag van Limón

De vlag van Limón bestaat uit drie horizontale banen in de kleuren groen, blauw en wit, en was voor het eerst officieel gehesen op 21 juli 1992.
Limón gebruikte officieus twee verschillende vlaggen voordat de officiële werd aangenomen. De officieuze vlag van Limon was wit-blauw-groen, vergelijkbaar met de huidige vlag, maar het was ondersteboven.